# Théâtre Robert-Houdin
El Théâtre Robert-Houdin, anunciat inicialment com el Théâtre des Soirées Fantastiques de Robert-Houdin, va ser un teatre de París dedicat principalment a la representació d'il·lusió escènica. Fundat pel famós mag Jean Eugène Robert-Houdin el 1845 al núm. 164 Galerie Valois com a part del Palais-Royal, el 1852 es va traslladar a una seu permanent al núm. 8 del Boulevard des Italiens. Entre els directors posteriors del teatre, abans de la seva demolició el 1924, hi va haver Hamilton, protegit de Robert-Houdin, i l'il·lusionista i innovador cinematogràfic Georges Méliès.
Quan va fundar el teatre, Robert-Houdin era conegut principalment per les seves aparicions com a mag i els seus hàbils invents mecànics. Desitjós de consolidar el seu treball com a intèrpret escènic, va llogar algunes sales d'actes al Palais-Royal i les va fer convertir en un petit però elegant auditori amb un escenari i prosceni. En preparar el seu escenari, Robert-Houdin es va diferenciar deliberadament de les tradicions de màgia escènica convencional; va evitar l'èmfasi habitual en la confusió visual enlluernadora, substituint-la per un simple aspecte de saló amb mobles lleugers a l'estil Lluís XV. Després d'un començament difícil, el seu teatre va guanyar el respecte de la crítica, i va augmentar en popularitat amb la introducció de la seva il·lusió «Second Sight» mentalista.
A principis de 1852, Robert-Houdin va transferir la direcció del teatre al seu antic deixeble Hamilton (de nom real Pierre Etienne Chocat), que va continuar el seu èxit. A finals d'aquell any, quan es va acabar el contracte d'arrendament del Palais-Royal, Hamilton va traslladar la seva operativa a un teatre de bulevard al Boulevard des Italiens. En la seva nova ubicació permanent, el teatre va continuar funcionant durant les següents dècades, dirigit per Cleverman (de nom real François Lahire), Pierre Edouard Brunnet i Émile Voisin. Una renovació dràstica del repertori del teatre a mitjans de la dècada de 1870 li va donar un gran impuls financer, amb l'augment de les entrades de taquilla que li van permetre començar a acollir artistes convidats. Tanmateix, el boom no va durar gaire, i el teatre estava físicament deteriorat i en una greu caiguda financera a mitjans de la dècada de 1880.
El 1888, Georges Méliès es va fer càrrec de l'arrendament del local. Va mantenir el personal existent, però va començar una renovació a fons, amb l'objectiu de restaurar tant l'arquitectura del teatre com el seu repertori a la seva antiga qualitat. La seva primera gran innovació va ser concloure l'entreteniment de cada vespre amb una il·lusió escenificada espectacularment i anunciada profusament, en què explica una història en miniatura completa amb una escenografia original i personatges disfressats. Les restauracions i innovacions de Méliès van ser tot un èxit. L'any 1896, quan les imatges en moviment eren una novetat emergent, va afegir la projecció cinematogràfica al repertori del teatre, i fins i tot va començar a fer les seves pròpies pel·lícules per mostrar-les i vendre-les en altres llocs. Durant els següents quinze anys, la realització de cinema es va convertir en una part important de la seva carrera, a més de la seva feina al teatre i s'hi va solapar. Un incendi el 1901 va destruir la major part del recinte, però el teatre va ser reconstruït el mateix any i va continuar presentant actuacions amb èxit.
A l'inici de la Primera Guerra Mundial, el teatre va ser tancat; Méliès, ara molt endeutat per una sèrie de problemes relacionats amb el cinema, no va poder mantenir-lo i el va subarrendar com a cinema a temps complet. Va tancar el local l'any 1923, quan va vendre totes les seves propietats per intentar pagar els seus deutes. Els urbanistes de París van enderrocar el teatre l'any següent per permetre una continuació del Boulevard Haussmann.

## Els anys del Palais-Royal, 1845–1852

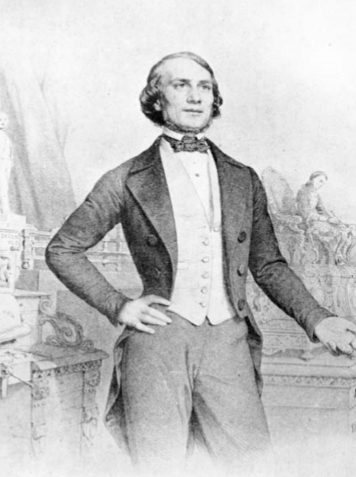
Retrat de Robert‐Houdin

A principis de la dècada de 1840, el mag innovador Jean Eugène Robert-Houdin era ben considerat, sobretot per les curiositats mecàniques que exposava al públic i venia a rics mecenes. Va actuar amb un truc autòmat a l'Exposició Industrial Francesa de 1844, que va atraure convidats com el rei Lluís Felip I, i va guanyar una medalla de plata dels jutges de l'exposició. Tenia ganes d'ampliar les seves actuacions màgiques en un local propi, i un noble que l'havia contractat per a festes privades, el comte de L'Escalopier, va invertir quinze mil francs en el projecte.
L'any 1845, el teatre es va inaugurar dins del Palais-Royal. Aquest edifici, antigament seu del cardenal Richelieu, s'havia convertit. en una galeria comercial luxosa, amb botigues i cafeteries a la planta baixa i sales de reunions a sobre. Robert-Houdin i de L'Escalopier van llogar sales algunes sales de reunions en el número 164 de la Galerie Valois i van fer que els fusters enderroquessin les parets interiors per crear un auditori, amb una capacitat per a uns dos-cents espectadors. La decoració era d' l'estil Lluís XV, amb parets blanques i adorns daurats, i l'escenari i prosceni imitava un elegant saló, amb canelobres i cortines.

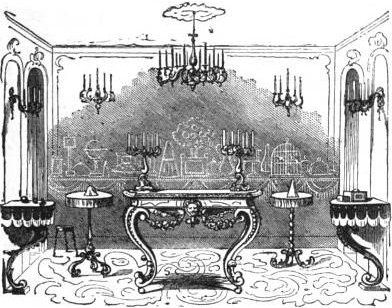
Esbós de l'escenari de Robert-Houdin

En aquest escenari, Robert-Houdin es va diferenciar de les actuacions de màgia anteriors; mentre que alguns altres mags havien intentat enlluernar amb accessoris i efectes d'il·luminació elaborats i purament ornamentals, i l'ús abundant de taules cobertes amb tela fins al terra, Robert-Houdin esperava impressionar mantenint-se en l'estil relativament senzill Lluís XV i limitant els mobles al mínim necessari per a la seva actuació. Les portes plegables a banda i banda de l'escenari van permetre a Robert-Houdin portar els seus elaborats dispositius mecànics dins i fora de l'escenari; la porta de la dreta comunicava amb una habitació que donava al jardí del Palais-Royal. Va utilitzar aquesta habitació com a green room quan es preparava per a l'actuació de la nit, i com a taller durant el dia.
Robert-Houdin va anunciar inicialment el lloc com el Théâtre des Soirées Fantastiques de Robert-Houdin (Teatre de les Vetllades Fantàstiques de Robert-Houdin), però aviat aquest nom es va abreujar a «Théâtre Robert-Houdin». Els preus de les entrada eren relativament alts per compensar la petita capacitat de l'auditori, amb preus d'entre dos i cinc francs depenent de la posició del seient.

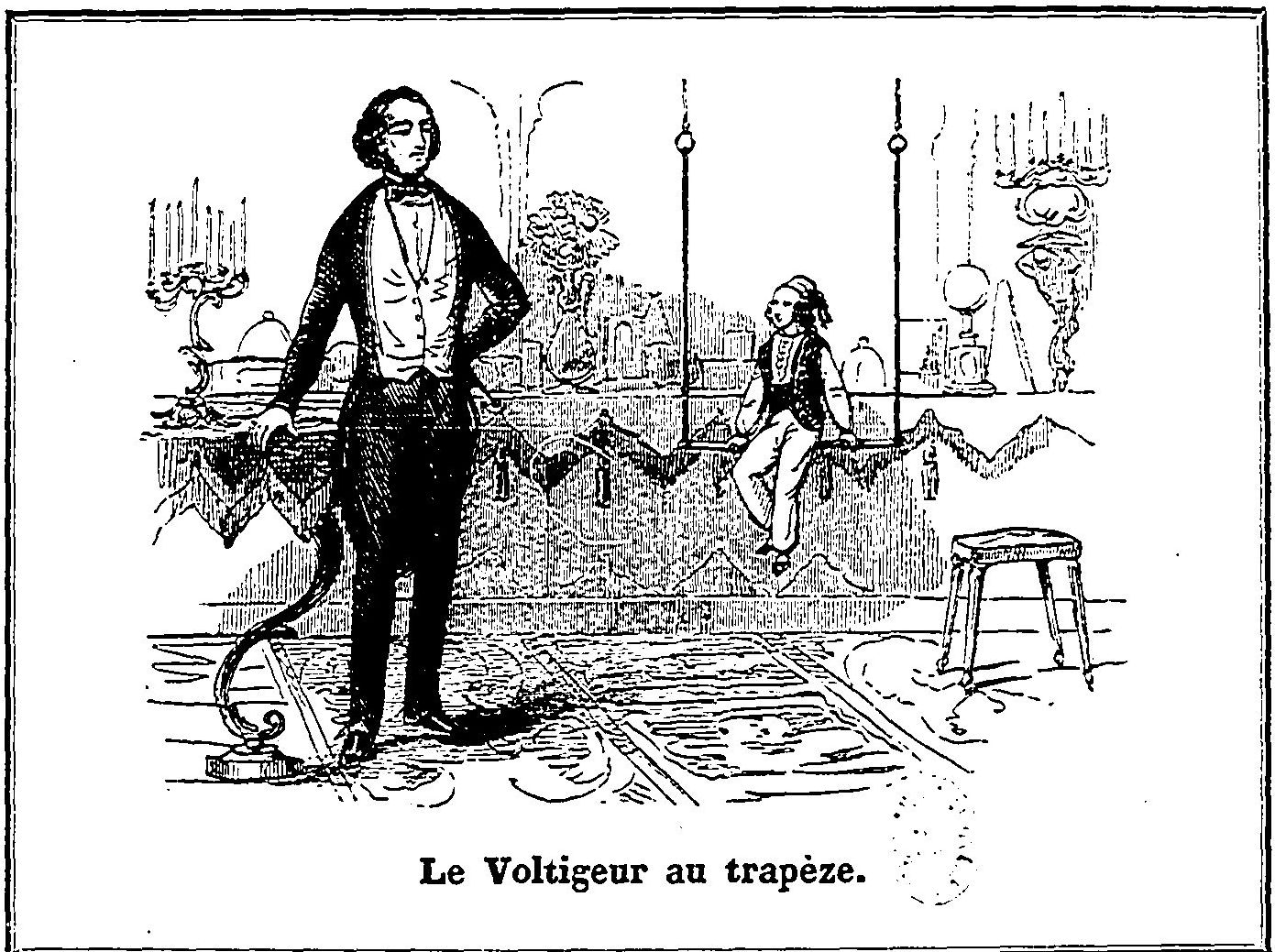
Robert-Houdin actuant amb un autòmat al seu escenari

El teatre es va inaugurar el 3 de juliol de 1845, i va competir directament amb la gala d'obertura d'un important amfiteatre de París, l'Hipòdrom de l'Étoile. Cap crític va cobrir la primera actuació de Robert-Houdin, i les seves memòries la descriuen com un fracàs artístic destrossat per la por escènica. No obstant això, Robert-Houdin va perseverar i lentament va començar a recuperar la calma i a guanyar l'atenció de la crítica pel teatre. Les seves actuacions eren variades, i algunes comptaven amb assistència mecànica, com «El taronger fantàstic», i trucs amb autòmats com «El pastisser del Palais-Royal». A Le Charivari i L'Illustration van publicar-ne ressenyes favorables, que comparaven l'oferta del teatre de Robert-Houdin amb les de mags famosos com Bartolomeo Bosco i Philippe Talon.
El 12 de febrer de 1846, Robert-Houdin va afegir una nova actuació al seu repertori: «Segona vista», que adaptava i ampliava rutines dels mags anteriors. En aquesta actuació, el fill de Robert-Houdin, Émile, amb els ulls embenats aconseguia respondre preguntes sobre objectes proposats per voluntaris d'entre el públic, amb un immens èxit. Quan el teatre era ja un bon negoci, Robert-Houdin el va tancar l'estiu de 1846 per anar de gira, amb nous trucs per a la temporada de tardor, entre els quals un acte de levitació, «Suspensió etèria». Durant els anys següents, Robert-Houdin va continuar amb actuacions en el seu propi teatre, que alternava amb períodes prolongats de gires i canvis en la programació.
El 1851 Robert-Houdin va anunciar públicament que confiava el teatre al seu successor i antic deixeble Pierre Etienne Chocat, que actuava amb el pseudònim de Hamilton. La transferència, efectuada el gener de 1852, va anar sense problemes, i el Teatre Robert-Houdin seguís sent un bon negoci amb la nova direcció.

## El trasllat al Boulevard, 1852–1888

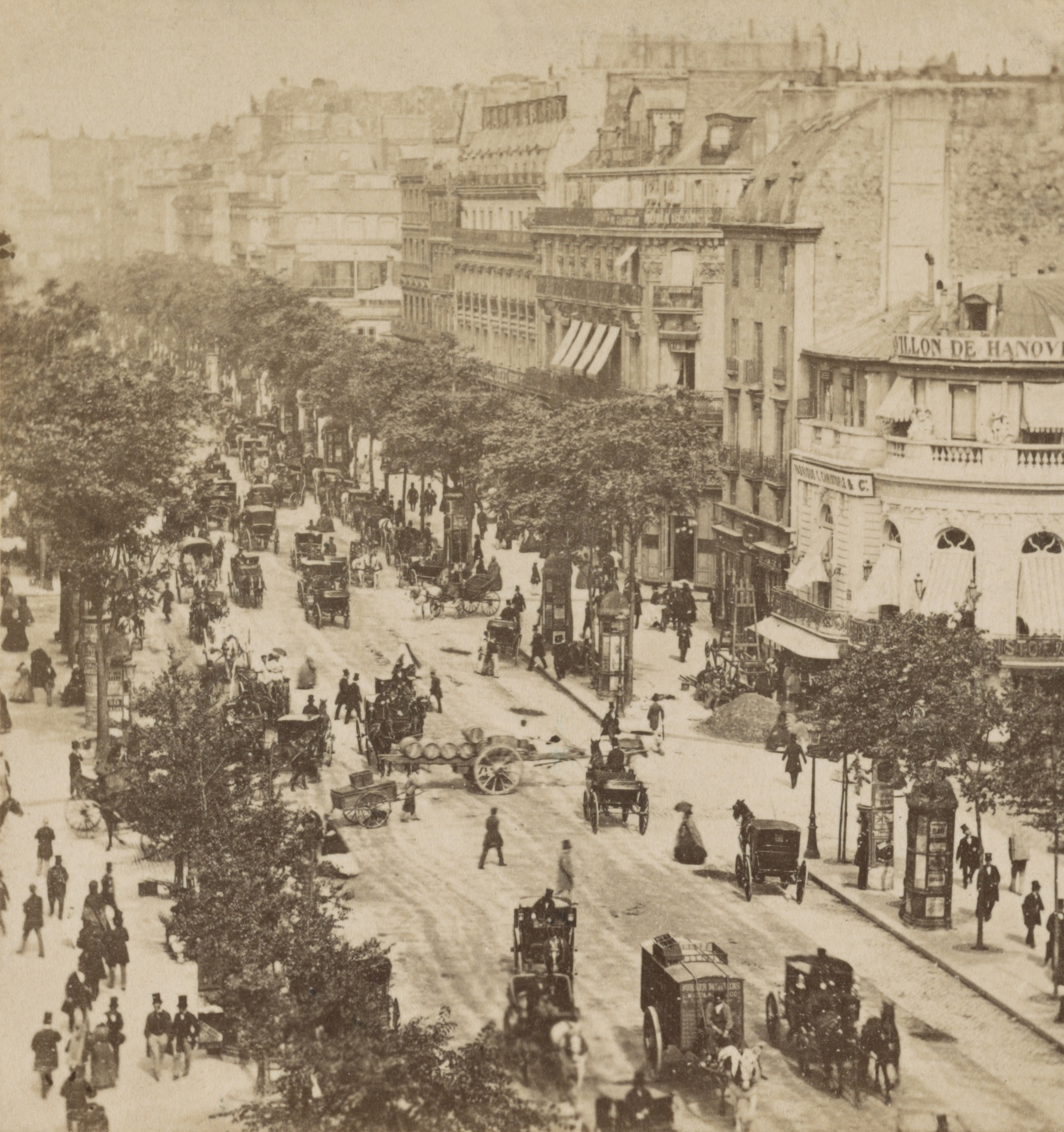
El Boulevard des Italiens a la dècada de 1860

El contracte de lloguer de les habitacions del Palais-Royal es va acabar el desembre de 1852.} En comptes de renovar-lo, Hamilton va traslladar les seves operacions a un edifici al número 8, Boulevard des Italiens. Per inaugurar el nou teatre el gener de 1853, Jean-Eugène Robert-Houdin va fer la primera actuació, juntament amb els bons desitjos al seu successor Hamilton.
La nova ubicació va convertir el Théâtre Robert-Houdin en un Teatre de bulevard, un dels llocs d'entreteniment que va florir a París durant i després de la renovació urbana] de la ciutat de 1853–1870. La reconstrucció de París durant aquest període, dirigida per Georges-Eugène Haussmann, va crear una "cultura del bulevard" que va perdurar durant tota la segona meitat del segle xix. Els teatres de Boulevard eren més petits que els locals establerts com la Comédie-Française, i produïen espectacles més variats i experimentals. El Boulevard des Italiens era un lloc de tecnologia d'entreteniment durant aquest període; nombrosos estudis fotogràfics operaven prop del Théâtre Robert-Houdin, i a partir de 1899 els germans Pathé van dirigir un saló de fonògraf al bulevard.
Després d'una carrera artística d'onze anys, Jean-Eugène Robert-Houdin va passar l'escriptura i es va jubilar; va morir el juny de 1871. El Théatre Robert-Houdin va continuar, i Hamilton va ser substituït primer per François Lahire, que va actuar com Cleverman, i després per Pierre Edouard Brunnet, del qual les innovacions incloïen l'acte d'escapisme de tronc tancat "Malle des Indes". A mitjans de la dècada de 1870, el repertori del teatre va rebre una renovació i una renovació a fons, amb un èxit popular considerable; Es va informar que les recaptades de taquilla van augmentar un 42% entre 1876 i 1878. Els fons addicionals van permetre que el teatre comencés a acollir una gran varietat d'artistes convidats, inclosos mímics, titellaires de marionetes i actes de calculadora mental actes.

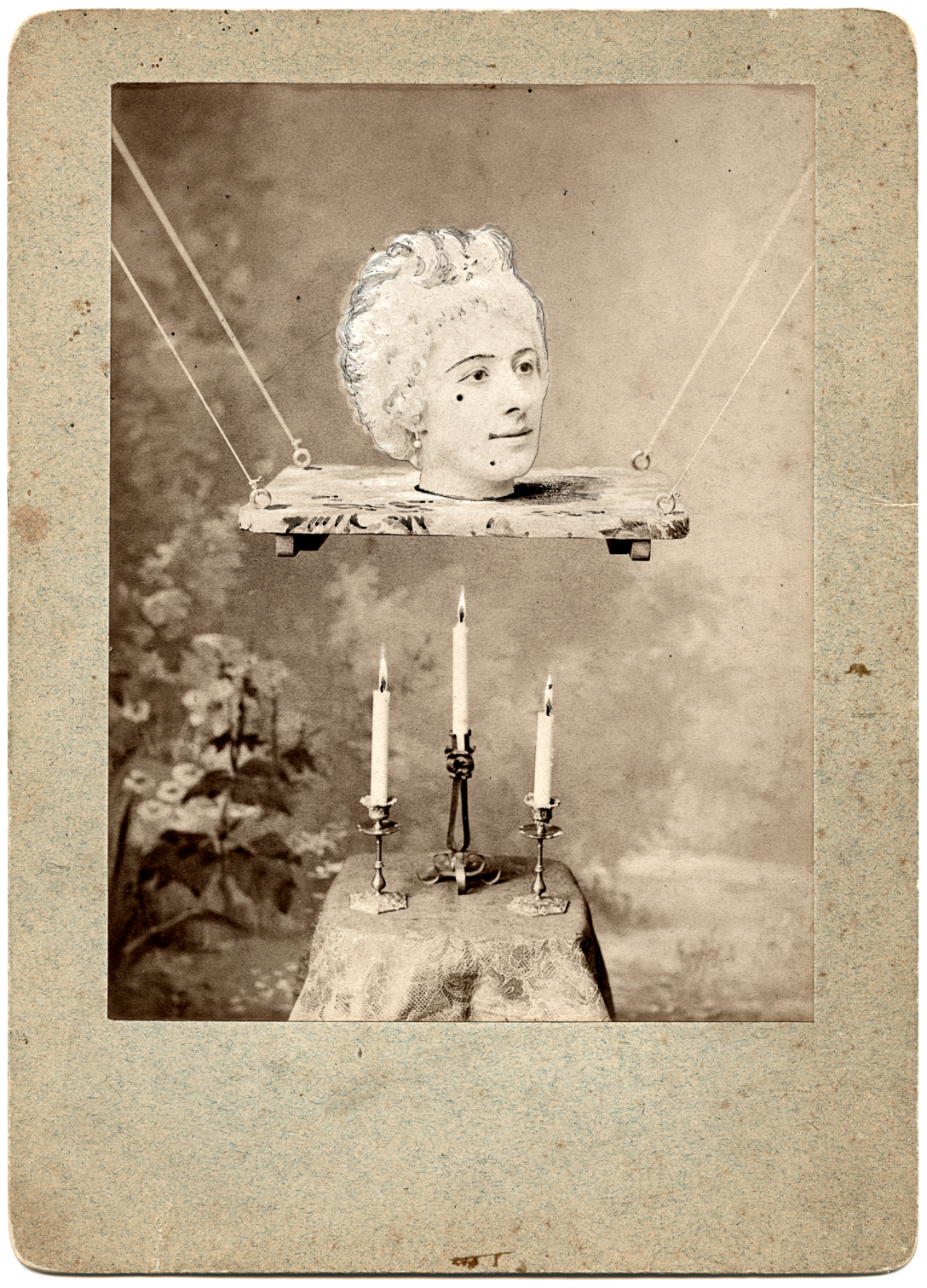
Jehanne d'Alcy interpretant un cap incorpat a la il·lusió de 1892 "La Source enchantée"

Després de l'auge de la popularitat de mitjans de la dècada de 1870, el Robert-Houdin es va veure immers en greus dificultats financeres. L'any 1878, es van presentar queixes perquè el teatre no anunciava adequadament els seus artistes convidats, un problema que sembla haver minvat la seva reputació entre els teatres parisencs. A mitjans de la dècada de 1880, el teatre es trobava en mal estat, i els seus actes es veien com una pèrdua de qualitat.
El teatre finalment va caure sota la direcció d'Émile Voisin, d'altra banda un fabricant d'atrezzo per a actes de màgia. El 1887, Voisin va contractar Stéphanie Faës, una actriu que actuava sota el nom de Jehanne d'Alcy. En part perquè era petita i àgil, d'Alcy va demostrar ser una intèrpret valuosa per a les il·lusions màgiques, i hi apareixia regularment.

## La reforma Méliès, 1888–1896

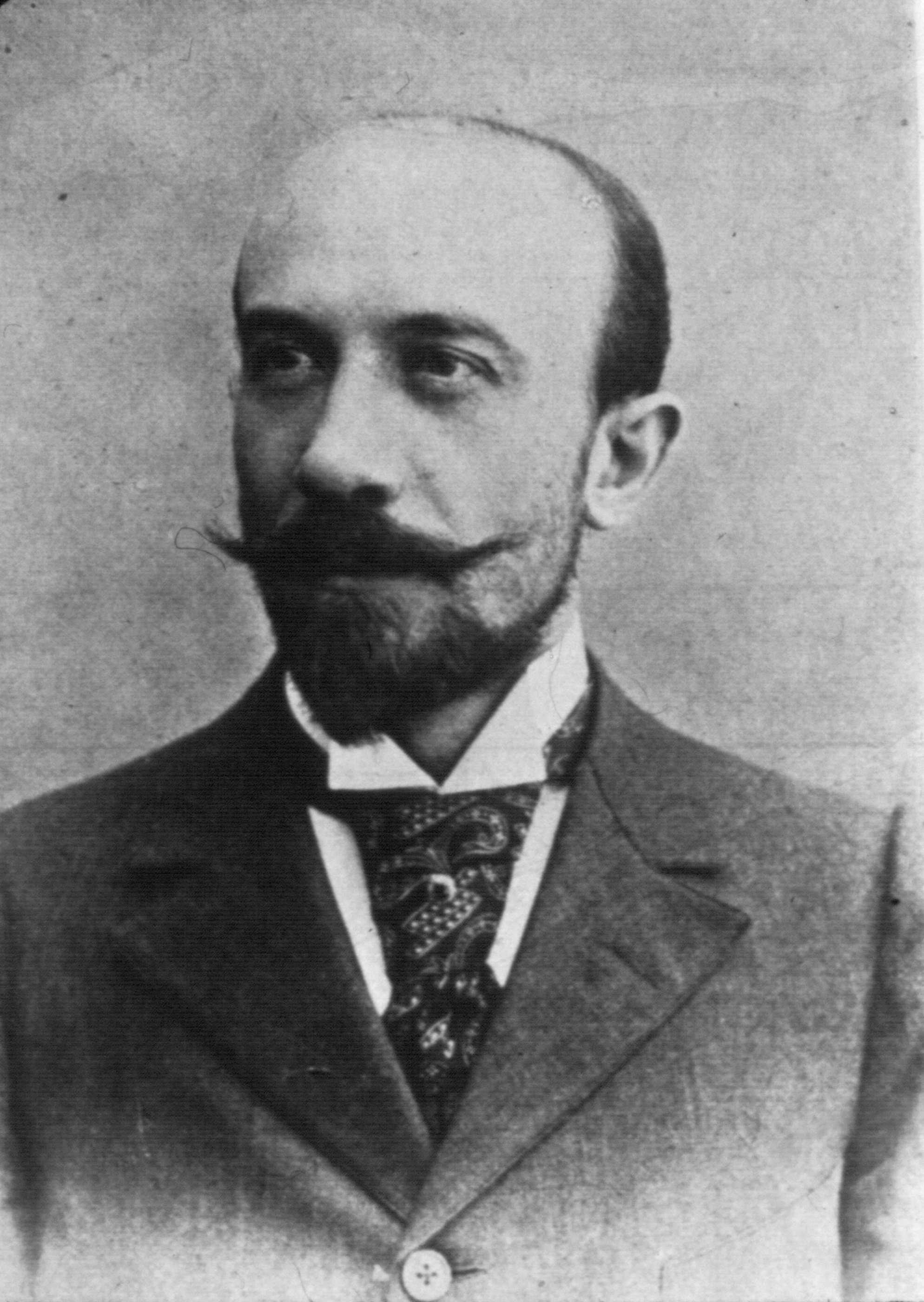
Georges Méliès el 1895

El juliol de 1888, el teatre va passar sota la direcció de Georges Méliès. Méliès era un jove mag en ascens que havia actuat als salons, a la Galerie Vivienne, i al Museu Grévin; el seu pare era un fabricant de sabates que s'havia retirat abans el 1888, repartint la seva fortuna entre els seus tres fills. Méliès va utilitzar la seva part dels diners per llogar el Théâtre Robert-Houdin al propietari del lloc, el comte de Rohan-Chabot. Méliès també va comprar les propietats del teatre a la vídua d'Émile Robert-Houdin, fill del mag, i va retenir tot el personal, inclosos intèrprets com d'Alcy, de la direcció de Voisin.
Méliès, que havia estat un assistent freqüent i entusiasta del Robert-Houdin, estava interessat en reformar l'envellit local i tornar els seus actes al nivell de qualitat establert. del mateix Robert-Houdin. Va dissenyar nous paisatges, va fer repintar les parets i substituir les cortines, i va treballar amb un altre mag, Duperrey, per planificar un repertori d'actuació amb material original. Tot i que Méliès va continuar la tradició del teatre d'actes de màgia senzills i exhibicions de trucs autòmats, el seu pla també incloïa una innovació important: l'entreteniment de cada vespre concloïa amb un dels seus "grans trucs", il·lusions a gran escala que s'escenificaven amb prodigació i s'anunciava a la mateixa mesura, amb anuncis de premsa detallats i cartells separats. El desembre de 1888, Méliès va reobrir el teatre, complet amb el seu primer gran truc, "La Stroubaïka persane".
Sota la direcció de Méliès, el teatre en dificultats va tornar a tenir protagonisme públic, i la seva taquilla va florir. El 1889 va estrenar tres noves il·lusions: "Le Page mystérieux", amb d'Alcy al paper principal; "La Fée des fleurs ou le Miroir de Cagliostro"; i "L'Enchanteur Alcofrisbas". En total, Méliès crearia una trentena d'il·lusions per al teatre entre 1888 i 1910.
Tot i que va interpretar papers en les il·lusions que va crear, Méliès poques vegades apareixia "com ell mateix" en un paper de prestidigitació senzill, tret que un dels mags destacats de sobte no estigués disponible i Méliès hagués de fer-ho. Les il·lusions anaven acompanyades d'improvisació per a piano; esmenta nou pianistes de Robert-Houdin en els seus records escrits, inclosa la compositora Caroline Chelu.

## Combinacions escèniques i cinematogràfiques, 1896–1901

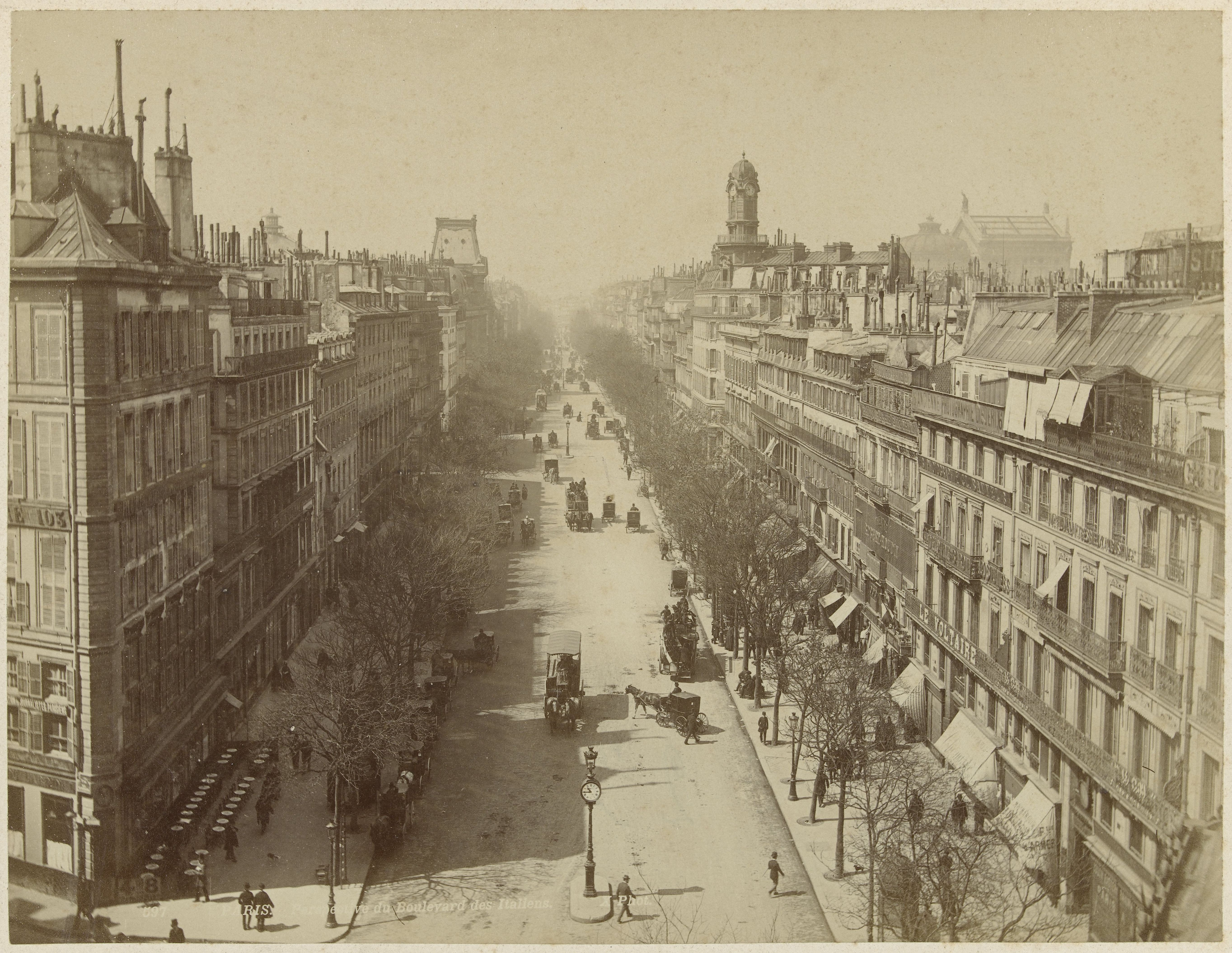
El Boulevard des Italiens a finals del segle XIX; el Theatre Robert-Houdin es troba al mig primer pla a la dreta

L'abril de 1896 es van projectar pel·lícules al teatre per primera vegada, utilitzant un projector Theatrograph que Méliès havia obtingut del pioner del cinema Robert W. Paul. Méliès convertiria el projector en una càmera improvisada i començaria a fer les seves pròpies pel·lícules el maig d'aquell mateix any, Anteriorment, les actuacions al teatre sovint havien conclòs amb un espectacle de llanterna màgica, amb diapositives de vistes fotogràfiques pintades a mà; amb l'arribada del projector de cinema, Méliès va substituir aquestes imatges fixes per pel·lícules en moviment.
Més tard, Méliès va assenyalar que la seva primera opció hauria estat filmar a l'interior del Robert-Houdin, però es va veure frustrat perquè la seva càmera necessitava de fonts de llum molt més potents, preferiblement llum natural. Segons un record, Méliès va intentar en una ocasió filmar a l'interior del teatre, instal·lant quinze làmpades d'arc i quinze làmpades de vapor de mercuri per fer la sèrie de 1897  Paulus chantant, el primer ús conegut de la llum artificial al cinema. Tanmateix, l'experiment amb llum artificial no es va repetir.
A principis de 1897, Méliès va construir un estudi de vidre construït expressament a la propietat de la seva família a Montreuil-sous-Bois, reproduint exactament les dimensions del Robert-Houdin. Amb la construcció de l'estudi, es va ocupar cada cop més amb la realització de cinema, reduint dràsticament la seva producció de noves il·lusions escèniques; només va estrenar quatre noves il·lusions al teatre entre 1897 i 1910.
Tot i que la producció escènica de Méliès es va reduir, les seves pel·lícules es projectaven regularment com a part de l'entreteniment al Robert-Houdin.Le Voyage dans la Lune es va projectar al teatre després de les actuacions matinals de dissabte i dijous. Allà va ser presentat pel company de Méliès i company de mag, Jules-Eugène Legris, que també va aparèixer a les escenes finals de la pel·lícula com a líder d'una desfilada.
A més, les pel·lícules de Méliès sovint eren concebudes com a equivalents filmats de les il·lusions escenificades al Robert-Houdin. Una de les seves primers pel·lícules importants, Escamotage d'une dame au théâtre Robert-Houdin; l'historiador del cinema André Gaudreault argumenta que el mateix final es podria afegir als altres títols de Méliès, convertint, per exemple, Le Bourreau turc en Le Bourreau turc chez Robert-Houdin o L'Omnibus des toqués en L'Omnibus des toqués chez Robert-Houdin. El mateix Méliès va declarar: "La meva carrera cinematogràfica estava tan estretament relacionada amb la del Théâtre Robert-Houdin, que difícilment se’ls pot separar."
La segona pel·lícula de Méliès, Séance de prestidigitation (1896), es deriva d'un dels seus actes de màgia al Robert-Houdin, com és Les Miracles de Brahmane (1900) i Coppelia : La Poupée animée (també 1900). Tom Old Boot (1896) recull una actuació d'un petit animador del mateix nom, que tocava al Robert- Houdin en aquell moment com un "nain americain". Les Cartes vivantes (1905) es va inspirar en un acte interpretada al Robert-Houdin per Gaston Velle, que més tard es convertiria en director de pel·lícules de trucs semblants a Méliès per a Pathé Frères.
Amb Méliès, l'oferta del teatre incloïa una revista anual, Passez Muscade. L'edició de 1899 va combinar representacions escèniques amb atraccions filmades, i incloïa dues paròdies d'actualitat del mag rival Buatier de Kolta, caricaturitzant-lo com un mag pompós amb el nom que sonava semblant "Half Polka", i falsificant la seva il·lusió "Le Miracle". (Una pel·lícula de Méliès de 1908, també titulada Moitié de polka, pot haver adaptat aquesta paròdia, però actualment la pel·lícula es considera perduda.)
Méliès va mantenir el Teatre en funcionament contínuament durant la major part de l'any, amb un breu tancament anual per les vacances d'estiu (per exemple, del 14 de juliol al 31 de juliol de 1896, durant el qual Méliès va portar la seva família a la costa de Normandia i va fer nombroses pel·lícules d'actualitat).

## Reconstrucció després de l'incendi, 1901-1908
El Théâtre Robert-Houdin va ser parcialment destruït per un incendi el 30 de gener de 1901. El comte de Rohan-Chabot va sol·licitar l'aprovació municipal per reconstruir-lo i l'autorització es va concedir entre maig i juny de 1901, tot i que les autoritats van assenyalar que l'edifici es veuria afectat sies duien a terme els plans d'ampliació del Boulevard Haussmann. El teatre reconstruït es va inaugurar el 22 de setembre.
Charles Claudel, un artista que havia pintat escenografia per a moltes de les pel·lícules de Méliès, va aportar tres grans quadres d'un bruixot, un prestidigitador i un mag de l'època de Lluís XV, així com un mural al sostre que representa alguns dels famosos autòmats de Robert-Houdin. L'interior reconstruït va mantenir l'esquema original de color blanc i daurat, amb cortines i tapisseries de color verd pàl·lid. Méliès va estar present a la gran reobertura, però més tard va recordar que estava en crosses a causa d'un accident que va patir mentre filmava Barbe-Bleue.
El 6 de desembre de 1905, el teatre va acollir la Societat Francesa de Mags que celebrava el centenari de Robert-Houdin. Diversos mags destacats de París van presentar il·lusions, i Méliès va actuar amb un dels autòmats originals de Robert-Houdin, "Antonio Diavolo". El 1910, Méliès va fer que el teatre presentés una actuació benèfica per a les víctimes de la Gran Inundació de París de 1910.
Una guia de 1903 informava:
| « | El successor del famós Robert-Houdin,< el prestidigitador, en el seu petit però ben equipat teatre, atén sobretot nens i joves d'ambdós sexes, però tan hàbils. És ell a les seves actuacions, que els nens més crescuts estan encantats de comptar amb el seu públic. Els trucs realitzats són realment meravellosos i divertits, sovint d'interès dramàtic real i comèdia acabada de tant en tant. | » |

Harry Houdini, al seu llibre de 1908 The Unmasking of Robert-Houdin, va reconèixer que el Théâtre Robert-Houdin era un "temple històric de la màgia". Va informar que alguns parisencs van suposar que el mateix Jean-Eugène Robert-Houdin "encara era viu i feia funcions al teatre que porta el seu nom."

## Anys finals, 1914–1924

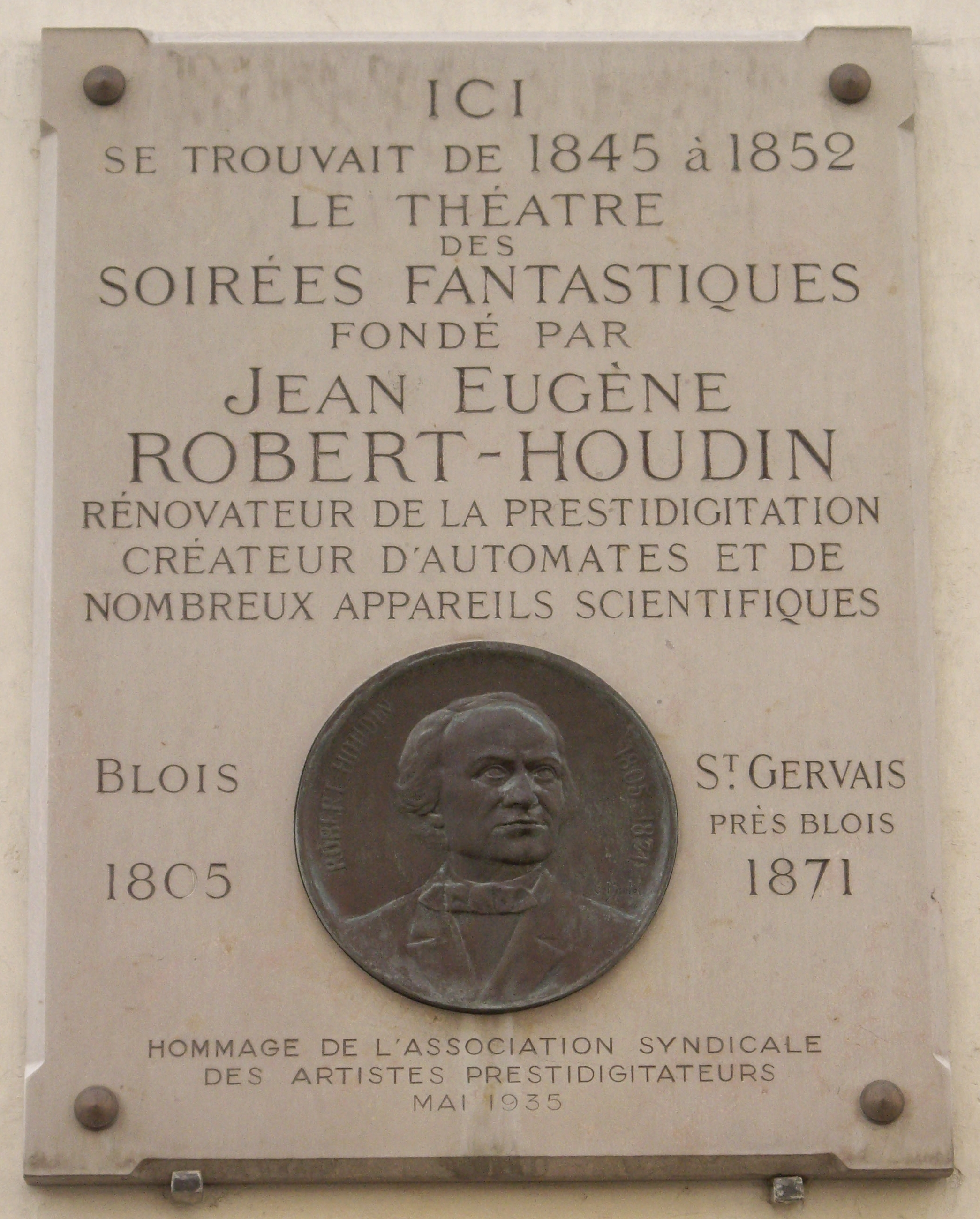
Placa commemorativa del primer lloc del teatre

A l'inici de la Primera Guerra Mundial l'agost de 1914, Méliès va tancar i subarrendar el teatre. Nou mesos després va reobrir com a sala de cinema a temps complet, el Ciné-Salon Robert-Houdin, ja no sota la direcció de Méliès.
En els anys següents, els deutes de Méliès van empitjorar, inclosos els de Pathé pel que fa als fons per fer les seves últimes pel·lícules. Va vendre la seva terra, inclosos els seus estudis de cinema, i va tancar completament el Teatre Robert-Houdin el 1923. Méliès va destruir tota la seva col·lecció de les seves pel·lícules, més de 500 en total, el mateix any.
El 1924, els números 2 al 18 del Boulevard des Italiens, inclòs el Théâtre Robert-Houdin al núm. 8 i el Passage de l'Opéra al núm. 10, van ser enderrocats per fer lloc a una ampliació del Boulevard Haussmann.